# Coupe d'Union soviétique de football 1966-1967
Navigation
Édition 1965-1966 Édition 1967-1968
La Coupe d'Union soviétique 1966-1967 est la 26e édition de la Coupe d'Union soviétique de football. Elle se déroule entre le 18 avril 1966 et le 8 novembre 1967.
La finale se joue le 8 novembre 1967 au Stade Lénine de Moscou et voit la victoire du Dinamo Moscou, qui remporte sa troisième coupe nationale aux dépens du CSKA Moscou. Ce succès lui permet par ailleurs de se qualifier pour la Coupe des coupes 1968-1969.

## Format
Un total de 233 équipes issues des trois premières divisions soviétiques prennent part à la compétition. Cela inclut les 19 participants à la première division 1967 ainsi que 57 des 59 pensionnaires du deuxième échelon 1967 (l'Alga Frounzé et le Metallourg Toula ne participant pas), tandis que le reste des participants est issu de la troisième division de 1966 pour la plupart des clubs, à l'exception de ceux venant des républiques d'Asie centrale où c'est la saison 1967 qui est prise en compte.
Le tournoi se divise en deux grandes phases. Dans un premier temps, une phase préliminaire est disputée entre les équipes de la troisième division, qui sont réparties en neuf groupes géographiques sous la forme de mini-tournois afin de déterminer pour chaque une seule équipe qui se qualifie pour la phase finale. La phase finale, qui concerne donc 85 équipes et voit l'entrée en lice des clubs des deux premières divisions, se divise quant à elle en huit tours, à l'issue desquels le vainqueur de la compétition est désigné.
Les premiers tours de la phase préliminaire sont joués dès le printemps 1966 avec les équipes de la troisième division, alors que l'édition 1965-1966 n'est pas encore terminée, tandis que la phase finale ne démarre qu'à partir du mois d'avril 1967 et voit alors l'entrée en lice des clubs des deux premières divisions de la saison 1967. En raison de cet écart temporel, un certain nombre de clubs de troisième division éliminés lors de la phase préliminaire de 1966 ont pu réintégrer la compétition en tant qu'équipes du deuxième échelon lors de la phase finale de 1967. Ce cas de figure concerne quatre équipes. Les clubs évoluant dans les républiques d'Asie centrale ne sont pas concernés, leur phase préliminaire prenant place durant le printemps 1967.
Chaque confrontation prend la forme d'une rencontre unique jouée sur la pelouse d'une des deux équipes. En cas d'égalité à l'issue du temps réglementaire d'un match, une prolongation est jouée. Si celle-ci ne suffit pas à départager les deux équipes, le match est rejoué ultérieurement.

## Phase finale

### Seizièmes de finale
Les rencontres de ce tour sont jouées les 19 et 20 mai 1967. Il voit l'entrée en lice des équipes de la première division 1967.
| Date        | Locaux                         | Score    | Visiteurs                 |
| ----------- | ------------------------------ | -------- | ------------------------- |
| 19 mai 1967 | Kouzbass Kemerovo (D2)         | 2 - 1    | (D1) SKA Rostov           |
| 19 mai 1967 | Dinamo Kirovabad (D2)          | 1 - 1 ap | (D1) Tchernomorets Odessa |
| 20 mai 1967 | Dinamo Kirovabad (D2)          | 0 - 1    | (D1) Tchernomorets Odessa |
| 19 mai 1967 | Dniepr Krementchouk (D3)       | 0 - 2    | (D1) Dinamo Kiev          |
| 19 mai 1967 | Terek Grozny (D2)              | 0 - 1    | (D1) Chakhtior Donetsk    |
| 19 mai 1967 | Rubin Kazan (D2)               | 3 - 0    | (D1) Zénith Léningrad     |
| 19 mai 1967 | Krylia Sovetov Kouïbychev (D1) | 0 - 1 ap | (D1) Dinamo Tbilissi      |
| 19 mai 1967 | Zaria Lougansk (D1)            | 1 - 1 ap | (D1) Dinamo Minsk         |
| 20 mai 1967 | Zaria Lougansk (D1)            | 0 - 2    | (D1) Dinamo Minsk         |
| 19 mai 1967 | Volga Kalinine (D2)            | 0 - 1    | (D1) Torpedo Moscou       |
| 19 mai 1967 | Tavria Simferopol (D2)         | 0 - 3    | (D1) CSKA Moscou          |
| 19 mai 1967 | Temp Barnaoul (D2)             | 0 - 1    | (D1) Kaïrat Alma-Ata      |
| 19 mai 1967 | Sokol Saratov (D2)             | 1 - 1 ap | (D1) Spartak Moscou       |
| 20 mai 1967 | Sokol Saratov (D2)             | 1 - 0    | (D1) Spartak Moscou       |
| 19 mai 1967 | Lokomotiv Tcheliabinsk (D2)    | 0 - 2    | (D1) Neftianik Bakou      |
| 19 mai 1967 | Zvezda Perm (D2)               | 3 - 1    | (D1) Ararat Erevan        |
| 19 mai 1967 | Lokomotiv Moscou (D1)          | 4 - 0    | (D1) Torpedo Koutaïssi    |
| 19 mai 1967 | Lokomotiv Vinnitsa (D2)        | 0 - 2    | (D1) Pakhtakor Tachkent   |
| 19 mai 1967 | Troud Voronej (D2)             | 0 - 0 ap | (D1) Dinamo Moscou        |
| 20 mai 1967 | Troud Voronej (D2)             | 0 - 1    | (D1) Dinamo Moscou        |

### Huitièmes de finale
Les rencontres de ce tour sont jouées les 7 et 8 juillet 1967.
| Date           | Locaux                    | Score    | Visiteurs              |
| -------------- | ------------------------- | -------- | ---------------------- |
| 7 juillet 1967 | Torpedo Moscou (D1)       | 4 - 0    | (D2) Kouzbass Kemerovo |
| 7 juillet 1967 | Chakhtior Donetsk (D1)    | 2 - 3 ap | (D1) Dinamo Moscou     |
| 7 juillet 1967 | CSKA Moscou (D1)          | 3 - 0    | (D1) Dinamo Kiev       |
| 7 juillet 1967 | Pakhtakor Tachkent (D1)   | 1 - 0    | (D1) Dinamo Minsk      |
| 7 juillet 1967 | Neftianik Bakou (D1)      | 2 - 1    | (D1) Dinamo Tbilissi   |
| 8 juillet 1967 | Lokomotiv Moscou (D1)     | 3 - 0    | (D2) Zvezda Perm       |
| 8 juillet 1967 | Tchernomorets Odessa (D1) | 3 - 1    | (D2) Rubin Kazan       |
| 8 juillet 1967 | Kaïrat Alma-Ata (D1)      | 0 - 2    | (D2) Sokol Saratov     |

### Quarts de finale
Les rencontres de ce tour sont jouées les 18 et 19 août 1967.
| Date         | Locaux               | Score    | Visiteurs                 |
| ------------ | -------------------- | -------- | ------------------------- |
| 18 août 1967 | CSKA Moscou (D1)     | 2 - 1    | (D1) Lokomotiv Moscou     |
| 19 août 1967 | Torpedo Moscou (D1)  | 0 - 1    | (D1) Dinamo Moscou        |
| 19 août 1967 | Sokol Saratov (D2)   | 3 - 1 ap | (D1) Tchernomorets Odessa |
| 19 août 1967 | Neftianik Bakou (D1) | 3 - 2    | (D1) Pakhtakor Tachkent   |

### Demi-finales
Les rencontres de ce tour sont jouées les 15 et 16 septembre 1967.
| Date              | Locaux             | Score    | Visiteurs            |
| ----------------- | ------------------ | -------- | -------------------- |
| 15 septembre 1967 | CSKA Moscou (D1)   | 0 - 0 ap | (D1) Neftianik Bakou |
| 16 septembre 1967 | CSKA Moscou (D1)   | 2 - 0    | (D1) Neftianik Bakou |
| 16 septembre 1967 | Dinamo Moscou (D1) | 4 - 0    | (D2) Sokol Saratov   |

### Finale
| Titulaires :    |                          |     |
|                 |                          |     |
|                 | Lev Koudassov (ru)       |     |
|                 | Iouri Istomine           |     |
|                 | Albert Chesternev        |     |
|                 | Dmitri Bagritch (ru)     |     |
|                 | Vladimir Kaplitchny      |     |
|                 | Arkadi Panov (ru)        |     |
|                 | Taras Chouliatitski (ru) |     |
|                 | Anatoli Masliaïev (ru)   | 66e |
|                 | Vladimir Fedotov         |     |
|                 | Vladimir Polikarpov (ru) |     |
|                 | Vitali Razdaïev (en)     |     |
|                 |                          |     |
| Remplaçants :   |                          |     |
|                 | Romualdas Juška          | 66e |
|                 |                          |     |
| Entraîneur :    |                          |     |
| Vsevolod Bobrov |                          |     |

| Titulaires :      |                        |     |
|                   |                        |     |
|                   | Lev Yachine            | 85e |
|                   | Vladimir Chtapov (en)  |     |
|                   | Gueorgui Riabov (en)   |     |
|                   | Valeri Zikov           |     |
|                   | Valeri Maslov (en)     |     |
|                   | Viktor Anichkine       |     |
|                   | Igor Tchislenko        |     |
|                   | Vadim Ivanov (en)      |     |
|                   | Iouri Vchivtsev        |     |
|                   | Guennadi Goussarov     |     |
|                   | Guennadi Ievrioujikine | 85e |
|                   |                        |     |
| Remplaçants :     |                        |     |
|                   | Vladimir Kozlov        | 85e |
|                   | Mikhaïl Skokov (ru)    | 85e |
|                   |                        |     |
| Entraîneur :      |                        |     |
| Konstantin Beskov |                        |     |

| Titulaires :    |                          |     |
|                 |                          |     |
|                 | Lev Koudassov (ru)       |     |
|                 | Iouri Istomine           |     |
|                 | Albert Chesternev        |     |
|                 | Dmitri Bagritch (ru)     |     |
|                 | Vladimir Kaplitchny      |     |
|                 | Arkadi Panov (ru)        |     |
|                 | Taras Chouliatitski (ru) |     |
|                 | Anatoli Masliaïev (ru)   | 66e |
|                 | Vladimir Fedotov         |     |
|                 | Vladimir Polikarpov (ru) |     |
|                 | Vitali Razdaïev (en)     |     |
|                 |                          |     |
| Remplaçants :   |                          |     |
|                 | Romualdas Juška          | 66e |
|                 |                          |     |
| Entraîneur :    |                          |     |
| Vsevolod Bobrov |                          |     |

| Titulaires :      |                        |     |
|                   |                        |     |
|                   | Lev Yachine            | 85e |
|                   | Vladimir Chtapov (en)  |     |
|                   | Gueorgui Riabov (en)   |     |
|                   | Valeri Zikov           |     |
|                   | Valeri Maslov (en)     |     |
|                   | Viktor Anichkine       |     |
|                   | Igor Tchislenko        |     |
|                   | Vadim Ivanov (en)      |     |
|                   | Iouri Vchivtsev        |     |
|                   | Guennadi Goussarov     |     |
|                   | Guennadi Ievrioujikine | 85e |
|                   |                        |     |
| Remplaçants :     |                        |     |
|                   | Vladimir Kozlov        | 85e |
|                   | Mikhaïl Skokov (ru)    | 85e |
|                   |                        |     |
| Entraîneur :      |                        |     |
| Konstantin Beskov |                        |     |